# Juan de la Cierva (métro de Madrid)
Pour les articles homonymes, voir Juan de la Cierva.
Juan de la Cierva est une station de la ligne 12 du métro de Madrid. Elle est située sous l'avenue d'Espagne, à Getafe, dans la communauté de Madrid.

## Situation sur le réseau

Plan du réseau.

Établie en souterrain, Juan de la Cierva est une station de passage de la ligne 12 du métro de Madrid. Elle se situe entre El Casar et Getafe Central dans le sens horaire de circulation. Elle dispose des deux voies de la ligne encadrées par deux quais latéraux.

## Histoire
La station est inaugurée le 11 avril 2003, à l'occasion de la mise en service de la ligne 12.

## Services aux voyageurs

### Accès et accueil
La station possède trois accès via deux édicules équipés d'escaliers mécaniques, situés au niveau des nos 5 et 16 de l'avenue d'Espagne et via un ascenseur, situé au no 9 de l'avenue d'Espagne.
Elle est équipée de guichets automatiques pour permettre l'achat des titres de transports et de portillons d'accès automatiques pour rejoindre le quai.
La station est ouverte de 6 h à 1 h 30.

### Desserte
Juan de la Cierva est desservie par les trains de la ligne 12 du métro de Madrid.
Le premier train qui circule dans le sens horaire (au départ de Los Espartales) passe à Juan de la Cierva à 6 h 9 et celui qui circule dans le sens anti-horaire (au départ de Getafe Central) passe à 6 h 7. Le dernier train qui fait son terminus à Puerta del Sur passe à 1 h 14 dans le sens horaire et à 1 h 52 dans le sens anti-horaire. Le dernier train dans le sens horaire passe à 1 h 59 et fait son terminus à Parque de los Estados, et le dernier train dans le sens anti-horaire passe à 2 h 7 et fait son terminus à la station,.

Installations
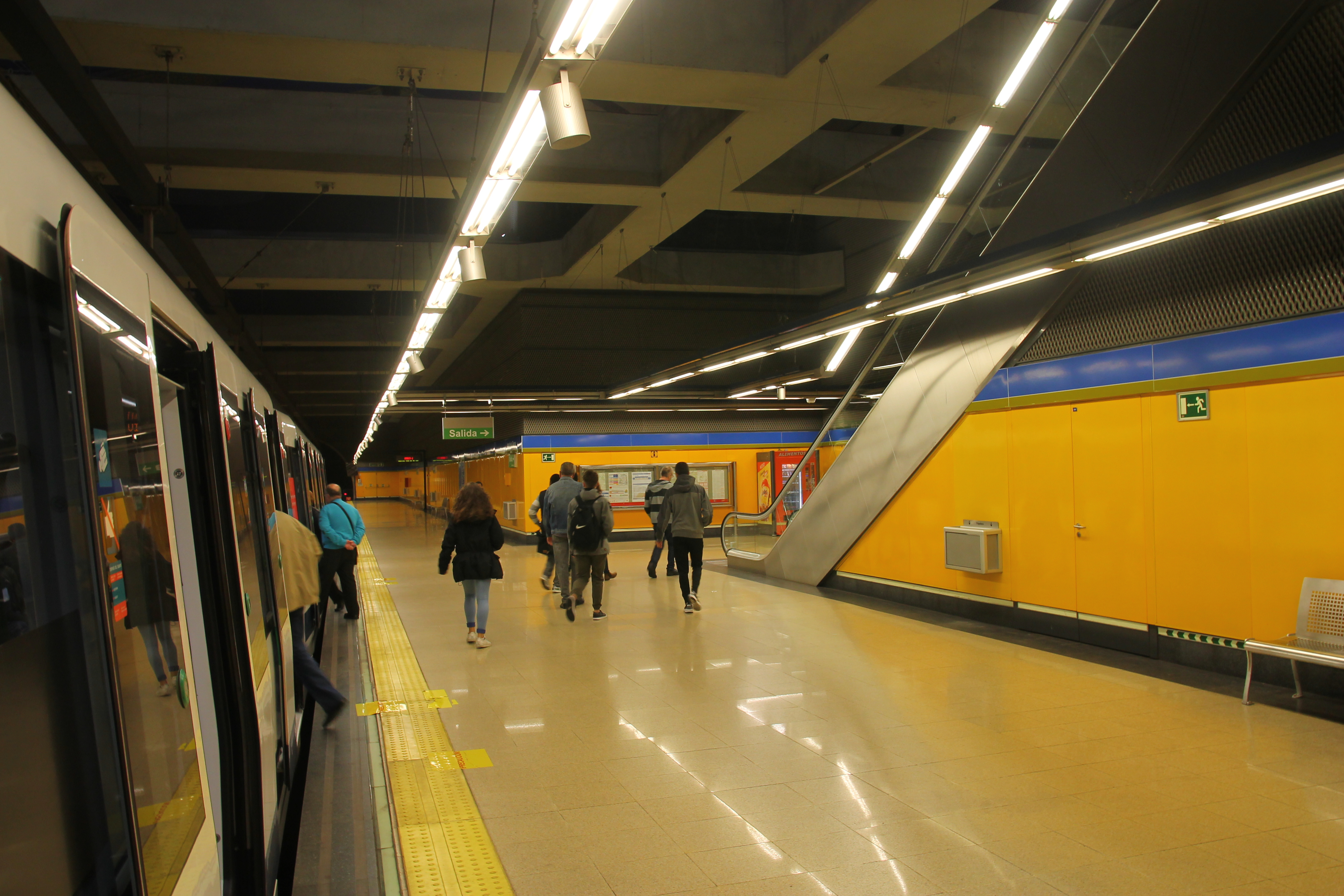

### Intermodalité
Juan de la Cierva est en correspondance avec l'arrêt de bus Av. España-Est. Juan de la Cierva, desservi par les lignes 1, 2 et 4 des bus urbains de Getafe et les lignes 442, 447 et 488 des bus interurbains de la communauté de Madrid.